# Encyclia chironii
Encyclia chironii är en orkidéart som beskrevs av Vitorino Paiva Castro och J.B.F.Silva. Encyclia chironii ingår i släktet Encyclia och familjen orkidéer. Inga underarter finns listade i Catalogue of Life.